# Bloomin'!
Singles de Tommy february6
♥KISS♥ ONE MORE TIME
(2001) je t'aime ★ je t'aime
(2003)
Bloomin'! est le 3e single de Tommy february6 sorti le 17 janvier 2002 au Japon. Il atteint la 10e place du classement de l'Oricon et reste classé pendant 6 semaines. Bloomin'!' se trouve sur l'album Tommy february6 et sur la compilation Strawberry Cream Soda Pop "Daydream".
Toutes les paroles sont écrites par Tommy february6, toute la musique est composée par Malibu Convertible.
| 1. | Bloomin'!              |  |
| 2. | Bloomin'! (Ongaku Mix) |  |
| 3. | Bloomin'!              |  |